# The Best
The Best é uma linha de qualidade, que visa os jogos mais vendidos, para jogos eletrônicos do console PlayStation, da Sony, que atua no Japão e em outras partes da Ásia. Para o PlayStation, a The Best foi seguida pela PSone Books quando o PSone foi lançado em 2000. Outras linhas de classificação semelhantes incluem Sony Greatest Hits na América do Norte e Platinum nas Regiões PAL.